# Grande Prêmio do Japão de 2005
Resultados do Grande Prêmio do Japão de Fórmula 1 realizado em Suzuka em 9 de outubro de 2005. Décima oitava etapa do campeonato, foi vencido pelo finlandês Kimi Räikkönen, da McLaren-Mercedes, que subiu ao pódio ladeado por Giancarlo Fisichella e Fernando Alonso, pilotos da equipe Renault.

## Resumo
- Sexta e última pole position na carreira de Ralf Schumacher, sendo a única pela Toyota.[4]
- Última vitória de Kimi Räikkönen pela equipe McLaren.[5]

## Pilotos de sexta-feira
| Construtor        | Nº | Piloto            |
| ----------------- | -- | ----------------- |
| McLaren-Mercedes  | 35 | Gary Paffett      |
| Sauber-Petronas   |    | nenhum            |
| Red Bull-Cosworth | 37 | Vitantonio Liuzzi |
| Toyota            | 38 | Ricardo Zonta     |
| Jordan-Toyota     | 39 | Sakon Yamamoto    |
| Minardi-Cosworth  |    | nenhum            |

## Classificação da prova

### Treino classificatório
| 1      | 17 | Ralf Schumacher      | Toyota            | 1:46.106  | —        |
| 2      | 3  | Jenson Button        | BAR-Honda         | 1:46.141  | + 0.035  |
| 3      | 6  | Giancarlo Fisichella | Renault           | 1:46.276  | + 0.170  |
| 4      | 15 | Christian Klien      | Red Bull-Cosworth | 1:46.464  | + 0.358  |
| 5      | 4  | Takuma Sato          | BAR-Honda         | 1:46.841  | + 0.358  |
| 6      | 14 | David Coulthard      | Red Bull-Cosworth | 1:46.892  | + 0.786  |
| 7      | 7  | Mark Webber          | Williams-BMW      | 1:47.233  | + 1.127  |
| 8      | 11 | Jacques Villeneuve   | Sauber-Petronas   | 1:47.440  | + 1.334  |
| 9      | 2  | Rubens Barrichello   | Ferrari           | 1:48.248  | + 2.142  |
| 10     | 12 | Felipe Massa         | Sauber-Petronas   | 1:48.278  | + 2.172  |
| 11     | 19 | Narain Karthikeyan   | Jordan-Toyota     | 1:48.718  | + 2.612  |
| 12     | 8  | Antônio Pizzonia     | Williams-BMW      | 1:48.898  | + 2.792  |
| 13     | 21 | Christijan Albers    | Minardi-Cosworth  | 1:50.843  | + 4.737  |
| 14     | 1  | Michael Schumacher   | Ferrari           | 1:52.676  | + 6.570  |
| 15     | 20 | Robert Doornbos      | Minardi-Cosworth  | 1:52.894  | + 6.788  |
| 16     | 5  | Fernando Alonso      | Renault           | 1:54.667  | + 8.561  |
| 17     | 9  | Kimi Räikkönen       | McLaren-Mercedes  | 2:02.309  | + 16.203 |
| 18     | 10 | Juan Pablo Montoya   | McLaren-Mercedes  | sem tempo |          |
| 19     | 16 | Jarno Trulli         | Toyota            | sem tempo |          |
| 20     | 18 | Tiago Monteiro       | Jordan-Toyota     | sem tempo |          |
| Fonte: |    |                      |                   |           |          |

### Corrida
| Pos.   | Nº | Piloto               | Equipe            | Voltas | Tempo/Diferença | Grid | Pontos     |
| ------ | -- | -------------------- | ----------------- | ------ | --------------- | ---- | ---------- |
| 1      | 9  | Kimi Räikkönen       | McLaren-Mercedes  | 53     | 1:29:02.212     | 17   | 10         |
| 2      | 6  | Giancarlo Fisichella | Renault           | 53     | + 1.633         | 3    | 8          |
| 3      | 5  | Fernando Alonso      | Renault           | 53     | + 17.456        | 16   | 6          |
| 4      | 7  | Mark Webber          | Williams-BMW      | 53     | + 22.274        | 7    | 5          |
| 5      | 3  | Jenson Button        | BAR-Honda         | 53     | + 29.507        | 2    | 4          |
| 6      | 14 | David Coulthard      | Red Bull-Cosworth | 53     | + 31.601        | 6    | 3          |
| 7      | 1  | Michael Schumacher   | Ferrari           | 53     | + 33.879        | 14   | 2          |
| 8      | 17 | Ralf Schumacher      | Toyota            | 53     | + 49.548        | 1    | 1          |
| 9      | 15 | Christian Klien      | Red Bull-Cosworth | 53     | + 51.925        | 4    |            |
| 10     | 12 | Felipe Massa         | Sauber-Petronas   | 53     | + 57.509        | 10   |            |
| 11     | 2  | Rubens Barrichello   | Ferrari           | 53     | + 1:00.633      | 9    |            |
| 12     | 11 | Jacques Villeneuve   | Sauber-Petronas   | 53     | + 1:23.221      | 8    | [ nota 2 ] |
| DSQ    | 4  | Takuma Sato          | BAR-Honda         | 52     | Desclassificado | 5    | [ nota 3 ] |
| 13     | 18 | Tiago Monteiro       | Jordan-Toyota     | 52     | + 1 volta       | 20   |            |
| 14     | 20 | Robert Doornbos      | Minardi-Cosworth  | 51     | + 2 voltas      | 15   |            |
| 15     | 19 | Narain Karthikeyan   | Jordan-Toyota     | 51     | + 2 voltas      | 11   |            |
| 16     | 21 | Christijan Albers    | Minardi-Cosworth  | 49     | + 4 voltas      | 13   |            |
| Ret    | 8  | Antônio Pizzonia     | Williams-BMW      | 9      | Rodou           | 12   |            |
| Ret    | 16 | Jarno Trulli         | Toyota            | 9      | Colisão         | PL   |            |
| Ret    | 10 | Juan Pablo Montoya   | McLaren-Mercedes  | 0      | Acidente        | 18   |            |
| Fonte: |    |                      |                   |        |                 |      |            |

## Tabela do campeonato após a corrida
| Pos.   | Piloto               | Pontos |
| ------ | -------------------- | ------ |
| 1      | Fernando Alonso      | 123    |
| 2      | Kimi Räikkönen       | 104    |
| 3      | Michael Schumacher   | 62     |
| 4      | Juan Pablo Montoya   | 60     |
| 5      | Giancarlo Fisichella | 53     |
| Fonte: |                      |        |

| Pos.   | Construtor       | Pontos |
| ------ | ---------------- | ------ |
| 1      | Renault          | 176    |
| 2      | McLaren–Mercedes | 174    |
| 3      | Ferrari          | 100    |
| 4      | Toyota           | 82     |
| 5      | Williams–BMW     | 64     |
| Fonte: |                  |        |

- Nota: Somente as primeiras cinco posições estão listadas e o campeão mundial de pilotos surge grafado em negrito.